# Damien Tétart
Pour les articles homonymes, voir Tétart.
Pas d'image ? Cliquez ici

a Compétitions nationales et continentales officielles uniquement.

Damien Tétard, né le 30 mars 1996, est un joueur français de rugby à XIII évoluant au poste de pilier. Formé à Carcassonne, il y remporte deux titres de Coupe de France en 2017 et 2019.

## Palmarès
- Collectif :
  - Vainqueur de la Coupe de France : 2017 et 2019 (Carcassonne).
  - Finaliste du Championnat de France : 2016 et 2019 (Carcassonne).